# XBIZ награда за най-добра нова звезда
XBIZ награда за най-добра нова звезда (на английски: XBIZ Award for Best New Starlet) е порнографска награда, която се присъжда на най-добре представилата се дебютираща изпълнителка и се връчва заедно с останалите награди на XBIZ на церемонията, провеждана ежегодно в Лос Анджелис, щата Калифорния, САЩ.
Наградата е връчена за първи път през 2008 г. и нейна първа носителка е Бри Олсън.
Актуалната носителка на наградата към 2017 г. е Лана Роудс.

## Носителки на наградата
| Година | Носителка | Номинирани |
| ------ | --------- | --- |
| 2008   |           | Одри Битони, Ашлин Брук, Джени Хендрикс, Паулина Джеймс, Шей Джордан, Кейси Паркър, Лела Стар, Теса Уест, Тера Рей |
| 2009   |           | Аса Акира, Тори Блек, Дакода Бруукс, Касандра Калогера, Чейс Евънс, Ники Джейн, Дженди Лин, Меган Малоун, Финикс Мари, Кристина Роуз, Райдър Скай, Миси Стоун, Брин Тайлър, Анджелина Валънтайн                                                                 |
| 2010   |           | Аса Акира, Бритни Амбър, Анджелина Армани, Анджелина Аш, Киара Даян, Тара Лин Фокс, Алиса Хол, Дани Дженсън, Лондон Кийс, Кийра Кинг, Маделин Мари, Танър Мейс, Мейсън Мур, Мадисън Паркър, Никол Рей, Анди Сан Димас, Райли Стийл, Айсис Тейлър, Сади Уест     |
| 2011   |           | Брук Лий Адамс, Рейвън Алексис, Бриана Блеър, Ейми Брук, Дженифър Уайт, Даника Дилън, Алексис Форд, Грейси Глам, Али Хейз, Кейти Ст. Айвс, Джинкс Мейз, Амия Майли, Лили Лейбоу, Малъри Рей Мърфи, Ейприл О'Нийл, Ашлин Рей, Мелани Риос, Лиз Тейлър, Вики Чейс |
| 2012   |           | Абела Андерсън, Никол Анистън, Алиса Бренч, Лили Картър, Ники Делано, Скин Даймънд, Аш Холивуд, Биби Джоунс, Бруклин Лий, Кортни Кейн, Ашлин Лий, Селена Роуз, Саманта Сейнт, Таша Рейн                                                                         |
| 2013   |           | Аника Олбрайт, Моли Бенет, Дани Даниълс, Пресли Харт, Реми Лакроа, Адриана Луна, Мелина Мейсън, Алексис Монро, Мади О'Райли, Пени Пакс, Джеси Роджърс, Тринити Ст. Клер, Стиви Шей, Кристи Стивънс                                                              |
| 2014   |           | Ей Джей Апългейт, Рейвън Бей, Съмър Бриъл, Адриана Чечик, Ана Фокс, Дилиън Харпър, Кенеди Лий, Мия Малкова, Роми Рейн, Джеса Роудс, Стейси Силвърстоун, Рики Сикс, Наталия Стар, Кийра Уинтърс                                                                  |
| 2015   |           | Алексис Адамс, Огъст Еймс, Клоуи Амур, Ейдра Фокс, Кийша Грей, Джанис Грифит, Джилиън Дженсън, Бел Нокс, Алина Ли, Сара Лъв, Ариана Мари, Скарлет Ред, Саманта Роун, Дакота Скай                                                                                |
| 2016   |           | Ариа Александър, Касиди Банкс, Марли Бринкс, Карли Грей, Катрина Джейд, Джейд Дженцен, Елза Джийн, Пета Дженсън, Касиди Клейн, Морган Лий, Марша Май, Кийра Никол, Меган Рейн, Киса Синс                                                                        |
| 2017   |           | Кейт Ингланд, Лия Готи, Кими Грейнджър, Алекс Грей, Холи Хендрикс, Лира Лоу, София Леоне, Мелиса Мур, Кира Ноар, Аня Олсен, Анна Бел Пийкс, Лиза Роу, Голди Руш, Джина Валентина                                                                                |